# برش‌زنی (صوتی)

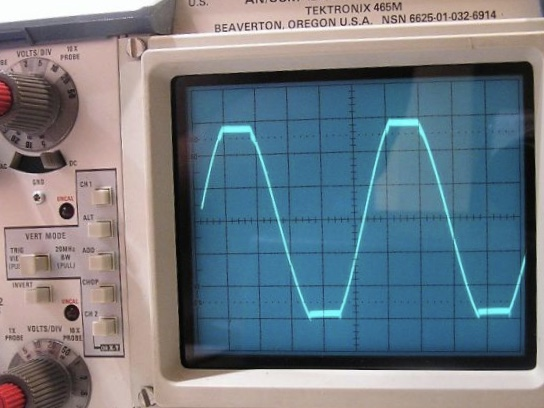
قله‌ها و فرورفتگی‌های تغییر یافته شکل موج سینوسی که در این اسیلوسکوپ نمایش داده می‌شود، نشان می‌دهد که سیگنال «بریده‌شده» است.

برش‌زنی (به انگلیسی: Clipping) شکلی از اعوجاج شکل‌موج است که زمانی اتفاق می‌افتد که تقویت‌کننده بیش‌راه‌اندازی (به انگلیسی: overdriven) می‌شود و تلاش می‌کند ولتاژ یا جریان خروجی را فراتر از حداکثر توانایی خود راه‌اندازی کند. راه‌اندازی کردن تقویت‌کننده درون برش‌زنی ممکن است دلیلی برای توان خروجی بیش از توان مجاز خود باشد.
در حوزه فرکانس، برش‌زنی هارمونیک‌های قوی در محدوده فرکانس بالا تولید می‌کند (زیرا شکل موج بریده شده به یک موج مربعی نزدیکتر می‌شود). وزن اضافی سیگنال با فرکانس بالا می‌تواند آسیب تیوتر را بیشتر از زمانی که سیگنال برش نخورده باشد، ایجاد کند.
در بیشتر موارد، اعوجاج مرتبط با برش‌زنی ناخواسته است و حتی اگر غیرقابل شنیدن باشد، روی اسیلوسکوپ قابل مشاهده است. با این حال، برش‌زنی اغلب در موسیقی برای جلوه‌های هنری، به ویژه گونه‌های گیتارغالب (به انگلیسی: guitar-dominant) مانند بلوز، راک و متال استفاده می‌شود.

## بررسی اجمالی
هنگامی که یک تقویت کننده فشار وارد شود تا سیگنالی با توانی بیشتر از منبع تغذیه ایجاد کند، سیگنال را فقط تا حداکثر ظرفیت خود تقویت می‌کند، در این مرحله سیگنال را نمی‌توان بیشتر تقویت کرد. از آنجایی که سیگنال به سادگی در حداکثر ظرفیت تقویت‌کننده «قطع» یا «بریده» می‌شود، به سیگنال «برش‌زنی» گفته می‌شود. سیگنال اضافی که فراتر از توانایی تقویت کننده است به سادگی قطع می‌شود و در نتیجه یک موج سینوسی به شکل‌موج نوع موج مربعی تحریف شده تبدیل می‌شود.

## صدا
بسیاری از نوازندگان گیتار الکتریک عمداً آمپلی‌فایرهای خود بیش‌راه‌اندازی می‌کنند (یا یک «جعبه فاز» را وارد می‌کنند تا صدای دلخواه را به دست آورند (به اعوجاج گیتار مراجعه کنید).

## اثرها

تفاوت بین شکل‌موج‌های بریده شده و بیشینه بریده نشده

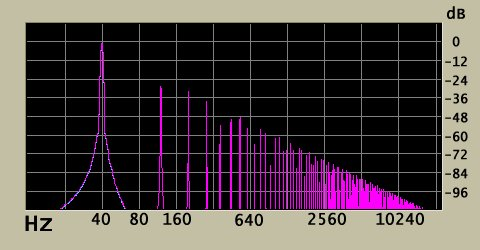
طیف نگاری که هارمونیک‌های مرتبه-فرد یک موج سینوسی را نشان می‌دهد که سخت برش‌زنی شده.

در یک تقویت‌کننده ترانزیستوری با برش‌زنی سخت، بهره ترانزیستور کاهش می‌یابد (که منجر به اعوجاج غیرخطی می‌شود) با افزایش جریان خروجی و کاهش ولتاژ در ترانزیستور نزدیک به ولتاژ اشباع (برای ترانزیستورهای دوقطبی) و بنابراین «توان کامل» برای اهداف اندازه‌گیری اعوجاج در تقویت‌کننده‌ها معمولاً چند درصد زیر برش‌زنی در نظر گرفته می‌شود.
از آنجایی که شکل‌موج بریده شده دارای مساحت بیشتری در زیر خود نسبت به شکل‌موج نابریده کوچکتر است، تقویت‌کننده در هنگام برش‌زنی، توان بیشتری نسبت به خروجی نامی خود (موج سینوسی) تولید می‌کند. این توان اضافی می‌تواند به بلندگو آسیب برساند. ممکن است به منبع تغذیه آمپلی‌فایر آسیب برساند یا به سادگی یک فیوز را بپَراند کند.
انرژی فرکانس بالا اضافی در هارمونیک‌های تولید شده توسط تقویت کننده ای که در برش‌زنی کار می‌کند، می‌تواند از طریق گرم شدن بیش از حد به توییتر در بلندگوی متصل‌شده آسیب برساند.

## برش‌زنی دیجیتال

شکل‌موج دیجیتال بریده شده (PCM).

در پردازش سیگنال دیجیتال، برش‌زنی زمانی اتفاق می‌افتد که سیگنال توسط محدوده یک بازنمایش انتخابی محدود شود.

## اجتناب از برش‌زنی
ساده‌ترین راه برای جلوگیری از برش‌زنی، کاهش سطح سیگنال است. از طرف دیگر سامانه را می‌توان برای پشتیبانی از سطح سیگنال بالاتر بدون برش‌زنی بهبود داد. برخی از صدابازان از تقویت‌کننده‌هایی استفاده می‌کنند که برای خروجی توان بیش از دو برابر مجاز بلندگو درجه‌بندی شده‌اند. می‌توان از یک محدودکننده برای پایین آوردن پویایی سطوح قسمت‌های بلند سیگنال (به عنوان مثال، باس و طبلک) استفاده کرد.
بسیاری از طراحان تقویت‌کننده مدارهایی را برای جلوگیری از برش‌زنی در نظر گرفته‌اند. ساده‌ترین مدارها مانند یک محدودکننده سریع عمل می‌کنند که حدود یک دسی‌بل قبل از نقطه برش‌زنی را می‌گیرد. مدار پیچیده تری به نام «نرم‌بُر» از دهه ۱۹۸۰ به بعد برای محدود کردن سیگنال در طبقه ورودی استفاده شده است. ویژگی نرم‌بُر قبل از برش‌زنی شروع به درگیرشدن می‌کند، به عنوان مثال از ۱۰ دسی بل کمتر از حداکثر توان خروجی شروع می‌شود. شکل‌موج خروجی یک مشخصه گردشده را حتی در حضور یک سیگنال ورودی اضافه بار به اندازه ۱۰ دسی‌بل بالاتر از حداکثر تعیین‌شده را حفظ می‌کند.

## ترمیم سیگنال بریده
ترجیحاً از برش‌زنی پرهیز می‌شود، اما اگر یک قطعه ضبط شده بریده شد و نتوان آن را دوباره ضبط کرد، ترمیم یک گزینه است. هدف از تعمیر، ایجاد یک جایگزین قابل قبول برای قسمت بریده شده سیگنال است.
سیگنال‌های سخت بریده پیچیده را نمی‌توان به حالت اولیه خود بازگرداند زیرا اطلاعات موجود در پیک‌هایی که بریده می‌شوند کاملاً از بین می‌روند. سیگنال‌های نرم‌بریده را می‌توان به حالت اولیه خود بازگرداند تا در یک تلورانس وابسته به مورد باشد زیرا هیچ بخشی از سیگنال اصلی به‌طور کامل از بین نمی‌رود. در این حالت، میزان از دست دادن اطلاعات متناسب با میزان فشرده‌سازی ناشی از برش‌زنی است. سیگنال‌های با پهنای‌باند محدود کم بریده و بسیار بیش از حد نمونه‌برداری شده، پتانسیل ترمیم کامل را دارند.
چندین روش می‌توانند تا حدودی یک سیگنال بریده شده را بازیابی کنند. هنگامی که بخش بریده شده شناخته شد، می‌توان بازیابی نسبی را انجام داد. یکی از این روش‌ها درون‌یابی یا برون‌یابی نمونه‌های شناخته شده است. پیاده‌سازی‌های پیشرفته ممکن است از تکه‌بندهای مکعبی برای بازیابی سیگنال‌های دیفرانسیل‌پذیر پیوسته استفاده کنند. در حالی که این بازسازی‌ها فقط تقریبی از نسخه اصلی هستند، کیفیت ذهنی ممکن است بهبود یابد. روش‌های دیگر شامل کپی کردن سیگنال به‌طور مستقیم از یک کانال استریو به کانال دیگر است، زیرا ممکن است تنها یک کانال بریده شده باشد.
چندین راه‌حل نرم‌افزاری با نتایج و روش‌های مختلف برای تعمیر برش‌زنی‌ها وجود دارد: کرامپل‌پاپ کلیپ‌ریموور، مجیکس سوند فورج، آی‌زوتوپی آرایکس دی-کلیپ، اکون دیجیتال رستوریشن سویت، ادوبی آدیشن، تیمیو استودیو تول، راه‌حل‌های حذف از سیدر آدیو، و افزونه‌های اودسیتی مانند کلیپ فیکس.